# Nominando Diniz
Antônio Nominando Diniz Filho (Princesa Isabel, 20 de dezembro de 1953) é um médico e político brasileiro. Foi também, entre 2023 e 2025, presidente do Tribunal de Contas do Estado da Paraíba, onde atuava como conselheiro desde maio de 2003.

## Biografia
Filho de um destacado líder político na região de Princesa Isabel (de quem herdou o mesmo nome), Nominando Diniz é pós-graduado em Cardiologia e possui vários títulos em outras especialidades. Sua estreia eleitoral foi em 1982, quando tentou se eleger deputado estadual pelo PDS, obtendo 1.173 votos. Não disputou nenhum cargo eletivo em 1986, tendo exercido neste período a coordenadoria de Promoção de Saúde Individual e a Secretaria Regional de Medicina Social do INAMPS entre 1983 e 1987. Foi ainda Secretário Estadual de Saúde durante o governo de Tarcísio Burity (1987 a 1989).
Voltaria a disputar uma eleição em 1990, elegendo-se deputado estadual com a terceira maior votação (18.755). Em 1994 e 1998, foi reeleito para mais 2 mandatos na Assembleia Legislativa, ambos pelo PMDB, sendo ainda presidente da Casa entre 1999 e 2000.
Optou em não tentar a reeleição em 2002, deixando a ALPB ao término do mandato. Em maio de 2003, ingressou no Tribunal de Contas do Estado da Paraíba, atuando como ouvidor, coordenador da Escola de Contas, presidente da primeira e segunda Câmaras Deliberativas e vice-presidente do órgão, chegando à presidência do TCE pela primeira vez em 2009, deixando o cargo em 2011, sendo empossado para um segundo mandato em 13 de janeiro de 2023. Em junho de 2024, uma PEC que mudava a linha sucessória na prefeitura de João Pessoa foi aprovada para que o presidente do Tribunal de Contas fosse o terceiro na linha sucessória da prefeitura de João Pessoa, e em julho do mesmo ano, atendendo uma regra da legislação eleitoral que poderia torná-los inelegíveis, o vice-prefeito Léo Bezerra e o presidente da Câmara Municipal, Dinho Dowsley, acompanharam o prefeito titular Cícero Lucena em uma viagem à França, e Nominando Diniz assumiu interinamente a prefeitura municipal, 21 anos após o final de seu mandato como deputado estadual.